# Fort Saint James
Fort Saint James est une municipalité de district située dans la province de la Colombie-Britannique, dans le centre-nord.